# Geotrupes olgae
Geotrupes olgae is een keversoort uit de familie mesttorren (Geotrupidae). De wetenschappelijke naam van de soort werd in 1918 gepubliceerd door Olsoufieff.
Geotrupes olgae komt vooral voor in Iran en Azerbeidzjan.